# 黄沙寺

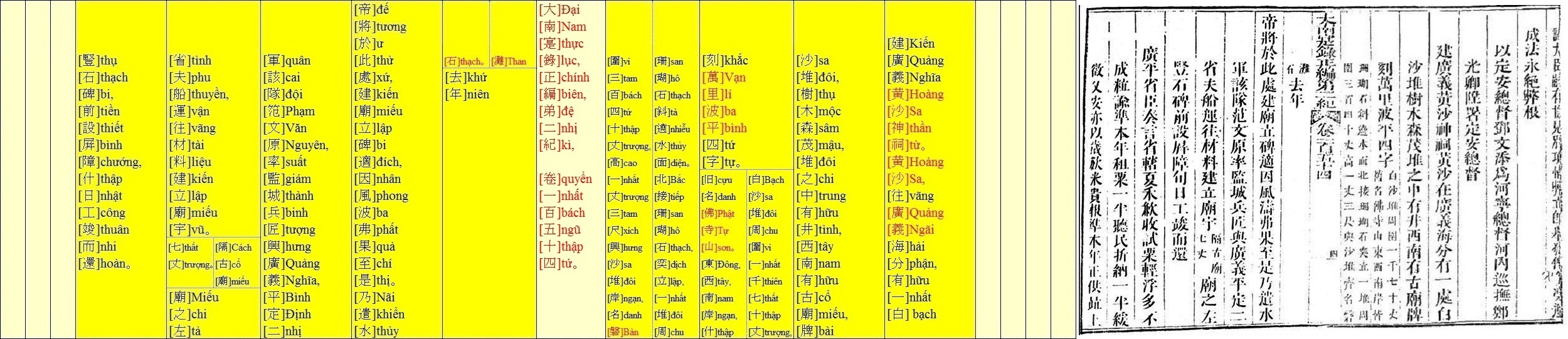
《大南實錄》中1835年有關黃沙寺的記載。

黄沙寺是越南的古寺，由阮朝建立，具体所在地有争议，越南方面认为在今中华人民共和国控制的西沙群岛的永兴岛（即越南方面所称的富林島）。中华人民共和国方面则认为黄沙寺在今越南近海岛屿理山岛之上。
明命十六年（1835年），明命帝派遣黃沙水軍該隊范文原，兵匠和平定、廣義两省民夫，从陆地运输材料到島上興建。
中华人民共和国方面指控，越南在1939年占领永兴岛之时，将中国渔民祭祀的猫注娘娘庙（妈祖娘娘庙）篡改为黄沙寺。1988年，韓振華主編的《我國南海諸島史料滙编》摘錄香港《大公報》1957年3月31日刊登的賈化民《西沙群島歸來》一文，提及在永兴岛有兩座漁民修建的廟，南面的是“孤魂廟”，北面的是“黃沙市（寺）”。越南方面據《我國南海諸島史料彙編》認為，中國書籍對黄沙寺的記載有矛盾。

## 引用
1. ↑  TS. Nguyễn Nhã，. . Tuổi Trẻ，. 2007-08-09  [2016-08-10]. （原始内容存档于2010-03-07）.
2. ↑  .   [2016年8月10日]. （原始内容存档于2021年1月19日）.
3. 1 2  陈进国. . 腾讯网，来源：《世界宗教文化》. 2017-05-18  [2017-07-30]. （原始内容存档于2019-06-16） （中文（简体））.
4. ↑  《大南實錄·正編第二紀·卷一百五十四》記載：“建廣義黄沙神祠。黄沙在廣義海分，有一處白沙堆，樹木森茂，堆之中有井，西南有古廟，牌刻萬里波平四字。（白沙堆周圍一千七十丈，旧名佛寺山。東、西、南岸，皆珊瑚石斜遶水面。北接珊瑚石，突立一堆，周圍三百四十丈，高一丈三尺。與沙堆齊，名磐灘石）。去年，帝將於此處建廟立碑。適因風濤弗果。至是，乃遣水軍該隊范文原，率監城兵匠與廣義、平定二省夫船，運往材料，建立廟宇（隔古廟七丈）。廟之左豎石碑，前設屛障，旬日工竣而還。”
5. ↑  賈化民《西沙群島歸來》，香港《大公報》1957年3月31日，第11版。
6. ↑  贾化民《西沙群岛归来》，香港《大公报》1957年3月31日，轉引自韓振華主編《我國南海諸島史料彙編》，東方出版社，1988年，115頁。
7. ↑  .   [2016-08-26]. （原始内容存档于2019-11-22）.